# Dum Maro Dum
Pour plus de détails, voir Fiche technique et Distribution.
Dum Maaro Dum (hindi : दम मारो दम) est un film de Bollywood sorti le 22 avril 2011. C'est un thriller  réalisé par Rohan Sippy avec Abhishek Bachchan, Rana Daggubati, Bipasha Basu, Prateik Babbar et Aditya Pancholi tourné à Goa.
Dans le film on entend la chanson de Rahul Dev Burman Dum Maro Dum remixée par Pritam Chakraborty. Ce grand succès des années 1970, toujours très populaire aujourd'hui, est interprété par Asha Bhosle dans Haré Raama Haré Krishna.

## Synopsis
Lorry, jeune Goannais, est sur le point de partir faire ses études aux États-Unis avec sa petite amie mais, au dernier moment, sa bourse lui est refusée et tous ses projets s'écroulent. C'est alors qu'on lui propose de gagner l'argent qui lui manque en convoyant de la cocaïne. D'abord réticent, il finit par accepter.
Vishnu Kamath est un policier chargé de lutter contre le trafic de drogue à Goa. Ses succès dans le démantèlement des gangs russes, nigérians, indonésiens et locaux ont conduit les trafiquants à se réorganiser sous la tutelle du mystérieux Michael Barbosa dont la porte parole est la séduisante Zoe Mendonca. Les investigations de Vishnu l'amènent à découvrir l'implication de Lorry dans le trafic et il l’arrête à l'aéroport. Les rivalités entre les différents protagonistes et la poursuite de l'enquête provoquent la mort de Zoe puis celle de Vishnu, abattu par un de ses coéquipiers félon. C'est finalement Joki, un DJ paumé, ami de Lorry et ex amant de Zoe, qui démêle les liens qui unissent les trafiquants, découvre leur planque et détruit la drogue.

## Fiche technique
- Titre : Dum Maaro Dum
- Titre original en hindi : दम मारो दम
- Réalisateur : Rohan Sippy
- Scénario : Shridhar Raghavan
- Musique : Pritam Chakraborty et R D Burman
- Parolier : Jaideep Sahni et Anand Bakshi
- Chorégraphie : Bosco Martis et Caesar Gonsalves
- Direction artistique : Shazia Zahid Iqbal
- Photographie : Amit Roy
- Montage : Aarif Shaikh
- Cascades et combats : Abbas Ali Moghul
- Production : Ramesh Sippy pour Ramesh Sippy Entertainment et Fox Star Studios
- Langue : hindi
- Pays d'origine : Inde
- Date de sortie : 22 avril 2011
- Format : Couleurs
- Genre : film d'action, film de gangster
- Durée : 130 minutes

## Distribution
- Abhishek Bachchan : officier de police Vishnu Kamath
- Bipasha Basu : Zoe Mendonca
- Prateik Babbar : Lorry Gomes
- Aditya Pancholi :  Lorsa Biscuta ou Biscuit
- Monty Munford : Alexis
- Rana Daggubati : DJ Joki Fernandes
- Gantois Gomes
- Govind Namdeo
- Anaitha Nair : Tani
- Mariah Pucu : Rosanna
- Bugs Bhargava : Ministre en chef de Goa
- Gulshan Devaiah : Ricky
- Muzammil S. Qureshi : Mercy
- Vidya Balan : l'épouse de Vishu Kamath (participation exceptionnelle)
- Deepika Padukone : participation exceptionnelle dans Mit Jaaye Gum (Dum Maaro Dum)

## Musique
Dum Maaro Dum, chanson interprétée par Asha Bhosle et très populaire dans les années 1970, parle de sexe, de drogue et de rock’n'roll. Dans sa version remixée par Pritam Chakraborty et chorégraphiée par Bosco Martis et Caesar Gonsalves, Mit Jaaye Gham (Dum Dum Maaro) rencontre de nouveau le succès. Le film comporte sept autres chansons composées par Pritam Chakraborty sur des paroles de Jaideep Sahni. Abhishek Bachchan chante Thayn Thayn, rap dont les paroles font un constat de la situation sociale du pays sur un mode léger.
1. Jaana Hai - Zubeen Garg - 6:15
2. Jiyein Kaun - Papon - 4:26
3. Mit Jaaye Gham (Dum Maaro Dum) - Anushka Manchanda-3:54
4. Te Amo - Ash King, Sunidhi Chauhan - 4:46
5. Te Amo - 1 - Sunidhi Chauhan - 5:05
6. Te Amo - Reprise - Mohit Chauhan - 4:55
7. Thayn Thayn - Abhishek Bachchan, Earl, Ayush Phukan - 3:23
8. Te Amo - Remix - Ash King, Sunidhi Chauhan - 5:05

## Box office
- Budget: 200 000 000
- Recette Inde: 495 000 000 soit 10,04 millions de dollars